# Abies pindrow

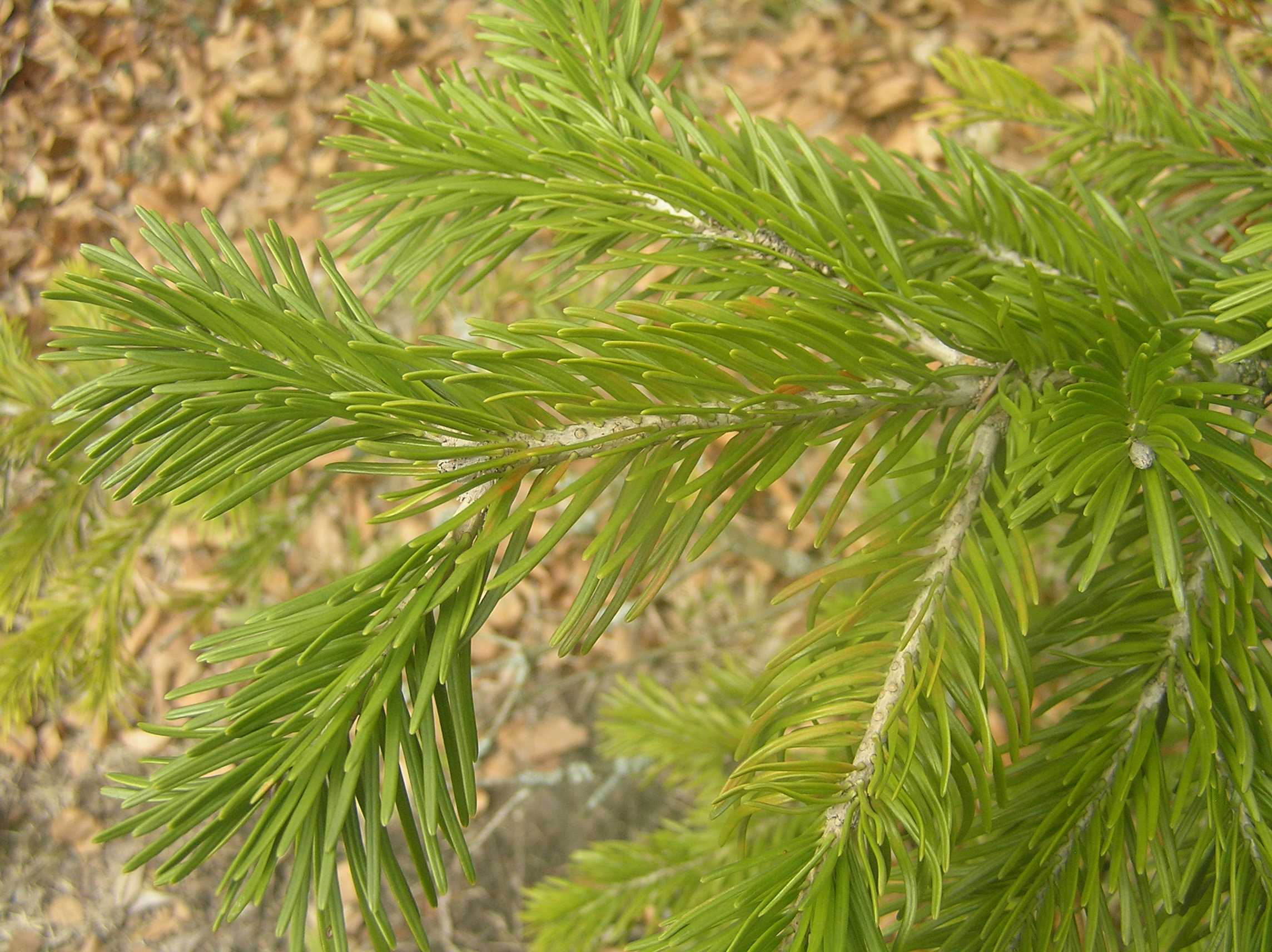
Hojas

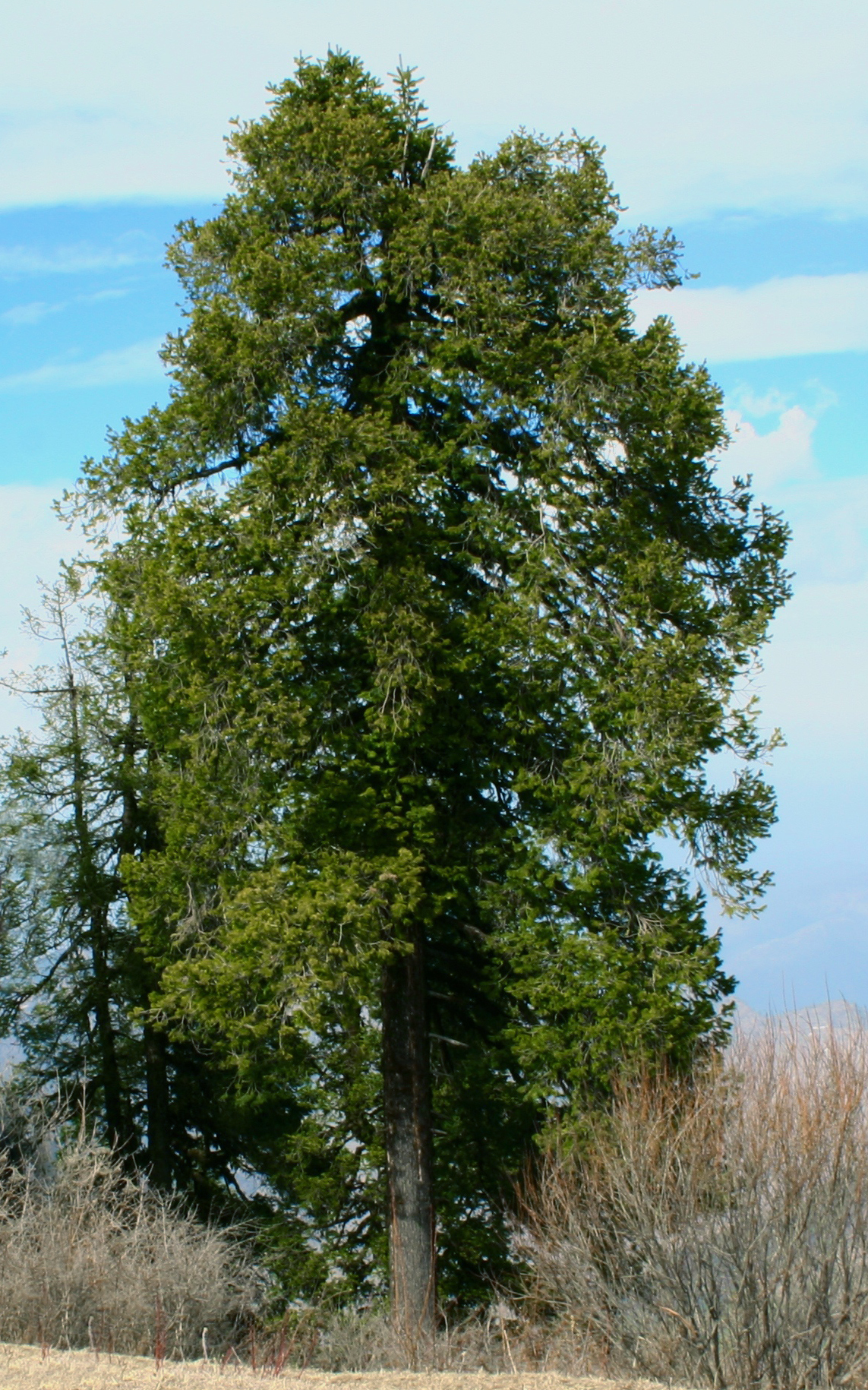
Vista del árbol

Abies pindrow, el abeto pindrow, es una especie de conífera perteneciente a la familia Pinaceae, nativa del oeste del Himalaya y montañas adyacentes, desde el nordeste de Afganistán norte de la India centro de Nepal. Crece en alturas de 2400-3700 m en bosques junto con Cedrus deodara, Pinus wallichiana y Picea smithiana.

## Descripción
Es un gran árbol perenne que alcanza los 40-60 m de altura y un tronco de 2-2.5 m de diámetro. Tiene la corona cónica con las ramaa a nivel.Las hojas son como agujas de 4-9 cm de longitud, verde oscuro por arriba y con dos bandas blancas de estomas por debajo. Las piñas son cilíndricas-cónicas de 7-14 cm de longitud y 3-4 cm de ancho, púrpura oscuro antes de madurar.
Está estrechamente relacionada con (Abies gamblei, sin. A. pindrow var. brevifolia, A. pindrow subsp. gamblei) que se encuentran en las mismas regiones pero con climas más secos; difieren en hojas más cortas 2-4 cm long con menos banda de estomas. Las piñas son similares.

## Taxonomía
Abies pindrow fue descrita por (Royle ex D.Don) Royle y publicado en Illustrations of the Botany ... of the Himalayan Mountains ... 1, t. 86. 1836.
Etimología
Abies: nombre genérico que viene del nombre latino de Abies alba.
pindrow: epíteto
Sinonimia
- Abies chiloensis Carrière
- Abies himalayensis Lavallée
- Abies pindrow var. intermedia A.Henry
- Abies webbiana var. pindrow (Royle ex D.Don) Brandis
- Picea herbertiana Madden
- Picea pindrow (Royle ex D.Don) Loudon
- Pinus naphta Antoine
- Pinus pindrow Royle ex D.Don
- Pinus spectabilis var. pindrow (Royle ex D.Don) Voss
- Taxus lambertiana Wall.[5][6]